# Biała hrabina
Biała hrabina (ang.The White Countess) – brytyjsko-amerykańsko-niemiecko-chiński melodramat z 2005 roku.

## Główne role
- Natasha Richardson – Hrabina Sofia Belinskya
- Lynn Redgrave – Olga Belinskya
- Madeleine Potter – Gruszenka
- Madeleine Daly – Katia
- John Wood – Książę Peter Belinsky
- Vanessa Redgrave – Księżna Vera Belinskya
- Allan Corduner – Samuel Feinstein
- Aislín McGuckin – Maria
- Ralph Fiennes – Todd Jackson
- Da Ying – Kao
- Lee Pace – Crane
- Hiroyuki Sanada – Matsuda

## Opis fabuły
Szanghaj, rok 1936. Do miasta przybywa rosyjska hrabina Sofia wraz z rodziną, która uciekła z rewolucyjnej Rosji. Żeby utrzymać rodzinę, podejmuje pracę jako kelnerka i tancerka. Wtedy poznaje Todda Jacksona – byłego dyplomatę, który jest niewidomy. Razem z nim zakłada bar „Biała Hrabina”. Ich związek się rozwija, ale przyszłość nie maluje się zbyt różowo.